# Alter ego
Een alter ego (Latijn, letterlijk andere ik) is een tweede persoonlijkheid waarmee een persoon zich onderscheidt van zijn werkelijke identiteit. 
De term is afkomstig uit Amores (1,7,32), het werk waarmee Ovidius in 16 v.Chr. beroemd werd.
In fictieverhalen wordt deze term vooral gebruikt om personages met verschillende identiteiten of verschijningsvormen te beschrijven, zoals superhelden of geheim agenten die bewust verdoezelen wie ze echt zijn. 
Ook in werkelijkheid kan iemand een alter ego aannemen. Hierbij moet een alter ego niet verward worden met een pseudoniem. 
Esther Verhoef publiceerde in 2023 de roman Alter ego, over een sterrenkok, zijn jonge vrouw en haar minnaar.

## Voorbeelden van alter ego's

### In fictie
- Edward Hyde is het alter ego van Henry Jekyll (Strange Case of Dr Jekyll and Mr Hyde)
- Superman is het alter ego van Clark Kent en nu ook zijn zoon, Jonathan Samuel Kent.
- Batman is het alter ego van Bruce Wayne en later Dick Grayson.
- Spider-Man is het alter ego van o.a. Peter Parker
- De Hulk is het alter ego van Bruce Banner
- Iron Man is het alter ego van Tony Stark
- Daredevil is het alter ego van Matthew Murdock
- Darth Vader is het alter ego van Anakin Skywalker
- Jason Mullway, Jason Mac Lane en Steve Rowland zijn alter ego's van geheim agent XIII
- Mega Mindy is het alter ego van Mieke Fonkel
- Hannah Montana is het alter ego van Miley Stewart
- Vivian Darkbloom is het alter ego van Alison Dilaurentis in Pretty Little Liars
- Buddy Love is het alter ego van professor Julius Kelp (Jerry Lewis) in The Nutty Professor
- Bicycle Repair Man (Michael Palin als fietsherstellingsman) is het alter ego van een superman in een maatschappij bevolkt door enkel supermannen (Monty Python's Flying Circus)
- Scarlet Witch is het alter ego van Wanda Maximoff
- Winter Soldier is het alter ego van Bucky (James Buchanan Barnes)
- Robin is het alter ego van Richard Grayson, Jason Todd, Timothy Drake, Stephanie Brown en momenteel Damian Wayne.

### In het echte leven
- Ziggy Stardust en The Thin White Duke, twee alter ego's van David Bowie
- Slim Shady, het alter ego van Eminem
- Bono's alter ego's tijdens de Zoo TV Tour waren The Fly, Mr. MacPhisto en Mirror Ball Man
- Pee-wee Herman, het alter ego van Paul Reubens
- Jobriath, het alter ego van Bruce Wayne Campbell
- Klaus Nomi, het alter ego van Klaus Sperber
- Stefano Keizers en Donny Ronny, alter ego's van Gover Meit
- Lady Gaga, Jo Calderone, Mary Jane Holland, Yüyi the Mermaid en Morgana Devacelli zijn alter ego's van Stefani Joanne Angelina Germanotta
- Dorus, het alter ego van Tom Manders
- Caro Emerald, het alter ego van Caroline van der Leeuw